# Berlencourt-le-Cauroy
Berlencourt-le-Cauroy és un municipi francès situat al departament del Pas de Calais i a la regió dels Alts de França. L'any 2007 tenia 272 habitants.

## Demografia

### Població
El 2007 la població de fet de Berlencourt-le-Cauroy era de 272 persones. Hi havia 96 famílies de les quals 26 eren unipersonals (15 homes vivint sols i 11 dones vivint soles), 26 parelles sense fills, 33 parelles amb fills i 11 famílies monoparentals amb fills.
La població ha evolucionat segons el següent gràfic:
Habitants censats

### Habitatges
El 2007 hi havia 125 habitatges, 98 eren l'habitatge principal de la família, 17 eren segones residències i 11 estaven desocupats. Tots els 125 habitatges eren cases. Dels 98 habitatges principals, 71 estaven ocupats pels seus propietaris, 20 estaven llogats i ocupats pels llogaters i 6 estaven cedits a títol gratuït; 1 tenia una cambra, 5 en tenien dues, 12 en tenien tres, 18 en tenien quatre i 62 en tenien cinc o més. 86 habitatges disposaven pel capbaix d'una plaça de pàrquing. A 36 habitatges hi havia un automòbil i a 48 n'hi havia dos o més.

### Piràmide de població
La piràmide de població per edats i sexe el 2009 era:
| Homes | Edats   | Dones |
| ----- | ------- | ----- |
| 0     | 95 o +  | 0     |
| 0     | 90 a 94 | 0     |
| 0     | 85 a 89 | 12    |
| 0     | 80 a 84 | 4     |
| 0     | 75 a 79 | 4     |
| 8     | 70 a 74 | 12    |
| 0     | 65 a 69 | 4     |
| 8     | 60 a 64 | 12    |
| 8     | 55 a 59 | 4     |
| 12    | 50 a 54 | 4     |
| 8     | 45 a 49 | 8     |
| 8     | 40 a 44 | 16    |
| 4     | 35 a 39 | 12    |
| 8     | 30 a 34 | 8     |
| 4     | 25 a 29 | 12    |
| 4     | 20 a 24 | 4     |
| 8     | 15 a 19 | 4     |
| 8     | 10 a 14 | 4     |
| 8     | 5 a 9   | 16    |
| 20    | 0 a 4   | 8     |

## Economia
El 2007 la població en edat de treballar era de 172 persones, 113 eren actives i 59 eren inactives. De les 113 persones actives 97 estaven ocupades (51 homes i 46 dones) i 16 estaven aturades (5 homes i 11 dones). De les 59 persones inactives 17 estaven jubilades, 21 estaven estudiant i 21 estaven classificades com a «altres inactius».

### Ingressos
El 2009 a Berlencourt-le-Cauroy hi havia 104 unitats fiscals que integraven 263 persones, la mediana anual d'ingressos fiscals per persona era de 13.888 €.

### Activitats econòmiques
Dels 4 establiments que hi havia el 2007, 1 era d'una empresa de comerç i reparació d'automòbils, 2 d'empreses de transport i 1 d'una empresa de serveis.
L'únic establiment comercial que hi havia el 2009 era una floristeria.
L'any 2000 a Berlencourt-le-Cauroy hi havia 8 explotacions agrícoles.

## Equipaments sanitaris i escolars
El 2009 hi havia una escola elemental integrada dins d'un grup escolar amb les comunes properes formant una escola dispersa.

## Poblacions més properes
El següent diagrama mostra les poblacions més properes.